# Lavardin (Sarthe)
Lavardin település Franciaországban, Sarthe megyében. Lakosainak száma 695 fő (2022. január 1.). Lavardin Domfront-en-Champagne, Aigné, Cures és Degré községekkel határos.

## Népesség
A település népességének változása:
| Lakosok száma | 739  | 741  | 746  | 735  | 724  | 714  | 703  | 697  | 695  |
|               | 2013 | 2015 | 2016 | 2017 | 2018 | 2019 | 2020 | 2021 | 2022 |